# S&W M&P15
S&W M&P15は、アメリカのスミス&ウェッソン社が製造しているセミオートマチックライフルで、AR-15のクローンモデルでもある。

## 概要
2006年のSHOTショーで発表された同社のM&Pピストルを始めとするM&Pブランドの一つで、セミオートオンリーの民間向けスポーツライフルとしてラインナップされており、同社で現在製造されているライフルの中心的製品である。様々なニーズを持つ一般の射手に対応して後述のオプションモデル等が生産されている他、その名の通り警察のSWATや軍隊等に対しての専用モデルの供給も行われている。
4140スチール製の銃身の長さは、16インチが基本であるが、10インチ、14.5インチ、18インチの長さを持つモデルも存在し、リュングマン方式の作動メカニズム（PSシリーズはガスピストン式）やターンロックボルト式の閉鎖方式、使用弾薬（5.56x45mm NATO弾）や6段階のテレスコピック（伸縮式）ショルダーストック等、基本的な仕様はオリジナルモデルと殆ど変わらない。
2019年から2021年にかけて、他社と競作状態となっている AR-15の人気につられる形で S&W M&P15の売り上げも急増。しかし一方で、しばしば同銃が銃乱射など大量殺人事件で使用されるため、風あたりも厳しくなっている。

## バリエーション
M&P15
2006年に発表された基本モデル。ノーマルタイプの円柱型ハンドガードやキャリングハンドルを備えており、コルト社製のM4 カービン スタンダードモデルに最も近い仕様である。
M&P15T
タクティカルモデル。2006年にM&P15と共に発表されたモデルで、銃身はフリーフローティング構造となっており、10インチのクアッドレール、折り畳み可能なマグプル社製のMBUSサイト等を備えている。
M&P15X
非フリーフローティング構造のスリムなデザインのピカティニーレール付きタクティカルハンドガード、MBUSサイトを備えたモデル。
M&P15 コンペティション
パフォーマンスセンターより発売されたモデルで、15インチのトロイ社製フリーフローティングハンドガード、マズルブレーキを備えた18インチの銃身を持ち、グリップはホーグ社製のピストルグリップ、トリガーは2ステージトリガーとなっている。
M&P15TS
銃身の素材は4150スチール、7075 T6アルミニウムが使用され、上面にキャリングハンドルを廃したレシーバーまで続くピカティニーレールが設けられたトロイ社製のTRXエクストリームハンドガード、マグプル社製MOEグリップとショルダーストック、MBUSサイト、PMAGマガジンを備えたモデル。
M&P15ORC
テレスコピックショルダーストックは伸長状態で固定され、レシーバー上部はインテグラルピカティニーレール付きのガスブロック、その底面にQDスリングスイベルのアタッチメントポイントが備わっている。
M&P15 MOE
MOEハンドガードを備え、それに加えMBUSサイトやPMAGマガジン等、TS同様、各部にマグプル社製のパーツが多用されたモデルである。
M&P15 MOE MID
前述のMOEモデルのグリップをマグプル社製のMVG（マグプル・ヴァーティカル・グリップ）に変更したモデル。本体カラーリングは、ブラックとフラットダークアースの2種類がある。
M&P15 VTAC II
13インチのヴァイキングタクティクス社製モジュラーハンドガードとタクティカルスリング、スミス&ウェッソン社製のフラッシュハイダー、VLTOR社製IModテレスコピックショルダーストック、PMAGマガジンを備えた狩猟用モデル。
M&P15-22
.22ロングライフル弾仕様モデルで、6インチの銃身を備え、ショルダーストックを廃したピストルモデル、M&P15-22Pも存在。2010年には射撃産業アカデミーオブエクセレンスより、ライフルオブザイヤー賞を受賞した。
M&P15 .300ウィスパー
.300ウィスパー弾、.300AACブラックアウト弾仕様モデル。カラーリングは通常のブラックカラー、もしくはリーフツリー迷彩の2種類である。
M&P10
7.62x51mm NATO弾仕様モデル。
M&P4
法執行機関向けのにフルオート射撃機能が追加されたモデルで、銃身長は14.5インチである。

## 採用国
- アメリカ合衆国

内国歳入庁犯罪捜査課
ラスベガス警視庁
ウェストヴァージニア州警察

## 登場作品
- 『ラブ&マネー』

劇中登場する銃砲店の商品と看板写真にM&P15-22が登場。
- 『キングス（英語版）』

デビッド・シェパード大尉と兵士の一人（本名不明）が使用。